# Guiscriff
Guiscriff is een gemeente in het Franse departement Morbihan (regio Bretagne). De plaats maakt deel uit van het arrondissement Pontivy. Guiscriff telde op 1 januari 2022 2.053 inwoners. 

## Geografie
De oppervlakte van Guiscriff bedroeg op 1 januari 2022 85,46 vierkante kilometer; de bevolkingsdichtheid was toen 24 inwoners per km².

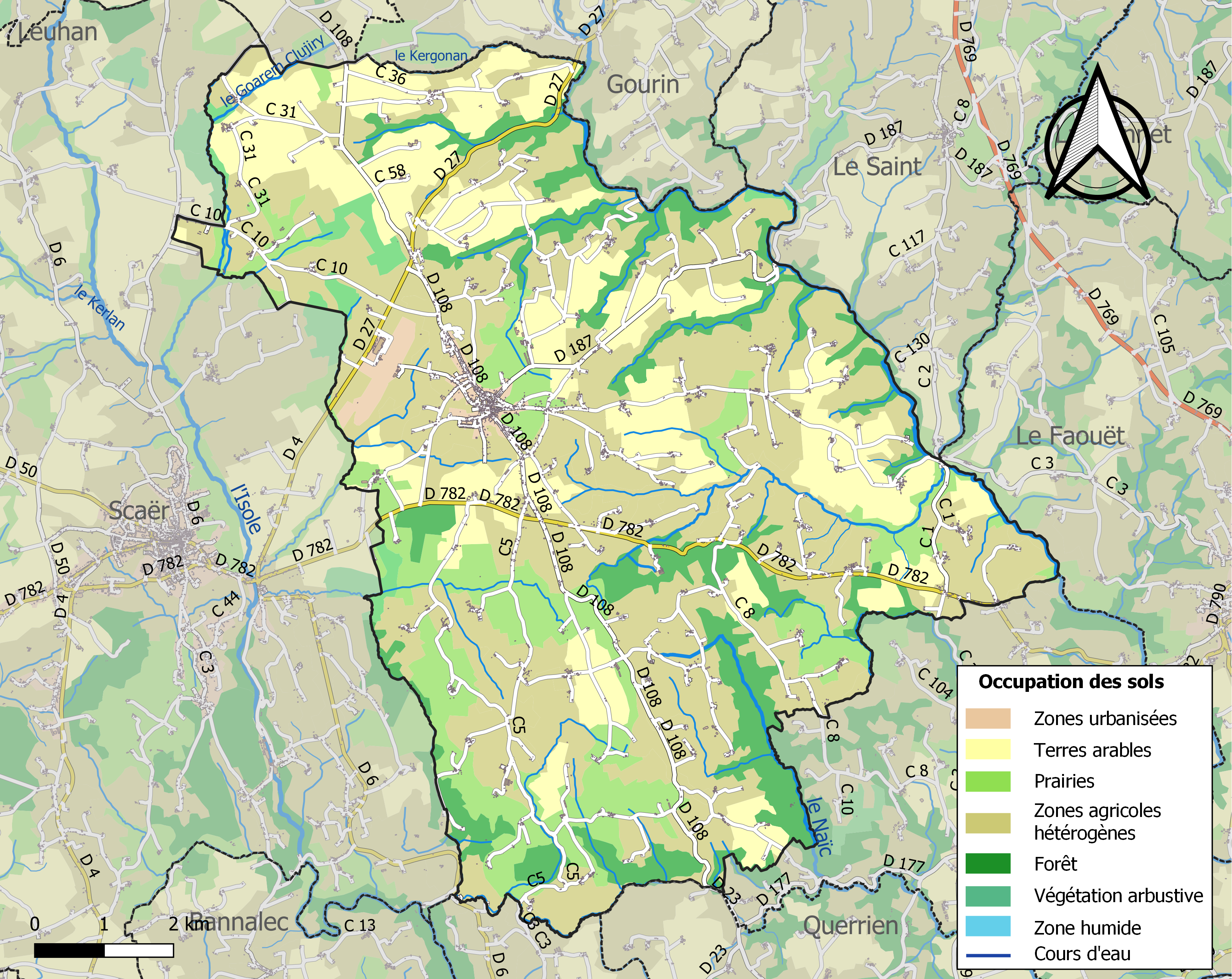
Kaart van de gemeente met de belangrijkste infrastructuur, bodemgebruik en omliggende gemeenten

## Demografie
Onderstaande figuur toont het verloop van het inwonertal (bron: INSEE-tellingen).